# Formale Ableitung
Die formale Ableitung ist ein Begriff aus dem mathematischen Teilgebiet der Algebra. Durch sie wird der Ableitungsbegriff aus der Analysis für Funktionen auf Polynome übertragen. 
Da über einem Ring keine Zahl "zwischen" zwei Zahlen existiert, es also keinen Grenzwertbegriff gibt, kann der Differenzenquotient nicht sinnvoll definiert werden und somit existiert keine Ableitung im eigentlichen Sinne. Um das Konzept der Ableitung trotzdem nutzen zu können, wird diese für Polynome formal so definiert, dass die Faktorregel und die Potenzregel erfüllt sind.

## Definition
Sei {\displaystyle R} ein Ring und {\displaystyle R[X]} bezeichne den Polynomring über {\displaystyle R} in einer Unbestimmten {\displaystyle X}. Für ein Polynom
{\displaystyle f=\sum _{i=0}^{n}a_{i}X^{i}\in R[X]}
ist die formale Ableitung {\displaystyle f'\in R[X]} definiert als 
{\displaystyle f'=\sum _{i=1}^{n}ia_{i}X^{i-1}}.

## Eigenschaften
- Für die formale Ableitung gelten die bekannten Rechenregeln der Differentialrechnung. Insbesondere gilt

{\displaystyle (af+bg)'=af'+bg'} sowie
{\displaystyle (fg)'=f'g+fg'}
für alle {\displaystyle f,g\in R[X]} und alle {\displaystyle a,b\in R}. Das heißt, die Abbildung
{\displaystyle D\colon R[X]\to R[X],\quad f\mapsto f'}
ist eine Derivation von {\displaystyle R[X]}.
- Liegt {\displaystyle f} in Linearfaktoren vor, das heißt {\displaystyle \textstyle f=\prod _{i=1}^{n}(X-r_{i})}, wobei {\displaystyle r_{i}\in R} die Nullstellen von {\displaystyle f} sind, so gilt für die Ableitung

{\displaystyle f'=\sum _{i=1}^{n}\prod _{j=1 \atop j\neq i}^{n}(X-r_{j})}.

## Anwendung
Ist {\displaystyle K} ein Körper, so ist {\displaystyle K[X]}  ein euklidischer Ring (insbesondere faktoriell), wobei {\displaystyle \deg(f)=\max\{i\ |\ a_{i}\neq 0\}} als euklidische Norm dient, wenn {\displaystyle a_{i}} die Koeffizienten von {\displaystyle f} bezeichnet. 
Die Nullstellen des ggT von {\displaystyle f} und {\displaystyle f'} sind gerade die Mehrfachnullstellen von {\displaystyle f} mit einer um 1 erniedrigten Ordnung, wie folgende Rechnung zeigt:
Sei {\displaystyle r\in K} eine Mehrfachnullstelle von {\displaystyle f\in K[X]}, dann gilt {\displaystyle f=(X-r)((X-r)^{m}g)} mit einem Polynom {\displaystyle g\in K[X]\setminus \{0\}} und einem {\displaystyle m\geq 1}.
Es folgt  {\displaystyle f'=(X-r)^{m}g+(X-r)((X-r)^{m}g)'}, also {\displaystyle f'(r)=0}.